# Josef Fischer
Josef Fischer (Neukirchen, 20 de janeiro de 1865 – Munique, 3 de março de 1953) foi um ciclista profissional que defendeu as cores da Alemanha.

## Premiações
- 1896 - 1º, Paris-Roubaix
- 1899 - 2º, Bordeaux-Paris
- 1900 - 1º, Bordeaux-Paris
- 1900 - 2º, Paris-Roubaix
- Tour de France 1903 : 15º colocado na classificação geral